# Inger Kullenberg
Inger Gunilla Kullenberg, född 13 februari 1942, är en svensk författare och lärare. 